# Nickelodeon Kids’ Choice Awards
The Nickelodeon Kids’ Choice Awards, w skrócie znany jako KCA, to  gala rozdania nagród. Gala odbywa się w corocznie w lipcu, nagrody rozdawane są w kategoriach: telewizja, muzyka, sport oraz film. Główna gala odbywa się w USA, ale niektóre państwa m.in. Wielka Brytania oraz Australia organizują własne gale w danym państwie. Głosowanie odbywa się przez internet na stronie www.kca.com, czyli międzynarodowej stronie Nickelodeon.

## Prowadzący
Wiele osób prowadziło gale Kids Choice Awards. Poniżej widać zestawienie osób prowadzących gale:
| Rok  | Imię                                                     |
| ---- | -------------------------------------------------------- |
| 1986 | The Big Ballot                                           |
| 1987 | Gala nie odbyła się                                      |
| 1988 | Tony Danza, Debbie Gibson, Brian Robbins i Dan Schneider |
| 1989 | Nicole Eggert, Wil Wheaton                               |
| 1990 | Dave Coulier, Candace Cameron i David Faustino           |
| 1991 | Corin Nemec                                              |
| 1992 | Paula Abdul                                              |
| 1993 | Brian Austin Green, Holly Robinson i Tori Spelling       |
| 1994 | Candace Cameron, Joey Lawrence i Marc Weiner             |
| 1995 | Whitney Houston                                          |
| 1996 | Whitney Houston i Rosie O’Donnell                        |
| 1997 | Rosie O’Donnell                                          |
| 1998 | Rosie O’Donnell                                          |
| 1999 | Rosie O’Donnell                                          |
| 2000 | Rosie O’Donnell, David Arquette, LL Cool J i Mandy Moore |
| 2001 | Rosie O’Donnell                                          |
| 2002 | Rosie O’Donnell                                          |
| 2003 | Rosie O’Donnell                                          |
| 2004 | Cameron Diaz and Mike Myers                              |
| 2005 | Ben Stiller                                              |
| 2006 | Jack Black                                               |
| 2007 | Justin Timberlake                                        |
| 2008 | Jack Black                                               |
| 2009 | Dwayne „The Rock” Johnson                                |
| 2010 | Kevin James                                              |
| 2011 | Jack Black                                               |
| 2012 | Will Smith                                               |
| 2013 | Josh Duhamel                                             |
| 2014 | Mark Wahlberg                                            |
| 2015 | Nick Jonas                                               |
| 2016 | Blake Shelton                                            |
| 2017 | John Cena                                                |
| 2018 | John Cena                                                |
| 2019 | DJ Khaled                                                |
| 2020 | Victoria Justice                                         |
| 2021 | Kenan Thompson                                           |
| 2022 | Miranda Cosgrove i Rob Gronkowski                        |
| 2023 | Nate Burleson i Charli D’Amelio                          |
| 2024 | SpongeBob Kanciastoporty i Patryk Rozgwiazda             |
| 2025 | Tyla                                                     |